# Мансфілд (Техас)
Мансфілд (англ. Mansfield) — місто (англ. city) в США, в округах Таррант, Джонсон і Елліс штату Техас. Населення — 72 602 особи (2020).

## Географія
Мансфілд розташований за координатами 32°34′9″ пн. ш. 97°7′14″ зх. д. / 32.56917° пн. ш. 97.12056° зх. д. (32.569135, -97.120530).  За даними Бюро перепису населення США в 2010 році місто мало площу 94,34 км², з яких 94,23 км² — суходіл та 0,11 км² — водойми.

### Клімат
| Клімат : Мансфілд     | Клімат : Мансфілд | Клімат : Мансфілд | Клімат : Мансфілд | Клімат : Мансфілд | Клімат : Мансфілд | Клімат : Мансфілд | Клімат : Мансфілд | Клімат : Мансфілд | Клімат : Мансфілд | Клімат : Мансфілд | Клімат : Мансфілд | Клімат : Мансфілд | Клімат : Мансфілд |
| Показник              | Січ.              | Лют.              | Бер.              | Квіт.             | Трав.             | Черв.             | Лип.              | Серп.             | Вер.              | Жовт.             | Лист.             | Груд.             | Рік               |
| Середній максимум, °C | 13,3              | 15,6              | 19,4              | 24,4              | 27,8              | 31,7              | 34,4              | 35,0              | 31,1              | 25,0              | 18,9              | 13,9              | 24,3              |
| Середній мінімум, °C  | 0,6               | 2,8               | 6,7               | 11,1              | 16,1              | 20,6              | 22,2              | 22,2              | 18,3              | 12,2              | 6,7               | 1,7               | 11,8              |
| Норма опадів, мм      | 53                | 70                | 92                | 71                | 115               | 102               | 61                | 58                | 82                | 109               | 66                | 64                | 943               |
| --------------------- | ----------------- | ----------------- | ----------------- | ----------------- | ----------------- | ----------------- | ----------------- | ----------------- | ----------------- | ----------------- | ----------------- | ----------------- | ----------------- |
| Джерело:              |                   |                   |                   |                   |                   |                   |                   |                   |                   |                   |                   |                   |                   |

## Демографія
Згідно з переписом 2010 року, у місті мешкало 56 368 осіб у 18 305 домогосподарствах у складі 15 035 родин. Густота населення становила 597 осіб/км².  Було 19106 помешкань (203/км²).
Расовий склад населення:
| - 73,5 % — білих - 14,2 % — чорних або афроамериканців - 3,7 % — азіатів - 0,6 % — корінних американців - 0,1 % — вихідців з тихоокеанських островів - 5,1 % — осіб інших рас |

До двох чи більше рас належало 2,8 %. Частка іспаномовних становила 15,4 % від усіх жителів.
За віковим діапазоном населення розподілялося таким чином: 31,9 % — особи молодші 18 років, 61,6 % — особи у віці 18—64 років, 6,5 % — особи у віці 65 років та старші. Медіана віку мешканця становила 34,0 року. На 100 осіб жіночої статі у місті припадало 96,4 чоловіків;  на 100 жінок у віці від 18 років та старших — 93,2 чоловіків також старших 18 років.
Середній дохід на одне домашнє господарство  становив 108 878 доларів США (медіана — 90 089), а середній дохід на одну сім'ю — 117 995 доларів (медіана — 102 604). Медіана доходів становила 69 879 доларів для чоловіків та 46 624 долари для жінок. За межею бідності перебувало 6,2 % осіб, у тому числі 6,8 % дітей у віці до 18 років та 4,5 % осіб у віці 65 років та старших.
Цивільне працевлаштоване населення становило 30 898 осіб. Основні галузі зайнятості: освіта, охорона здоров'я та соціальна допомога — 24,1 %, виробництво — 12,9 %, науковці, спеціалісти, менеджери — 11,4 %.